# Puig de la Roureda (Espolla)
|  | Aquest article tracta sobre la muntanya de l'Alt Empordà. Vegeu-ne altres significats a «La Roureda». |

El Puig de la Roureda és una muntanya de 731 metres que es troba al municipi d'Espolla, a la comarca catalana de l'Alt Empordà.